# 17166 Secombe
17166 Secombe (1999 MC) là một tiểu hành tinh vành đai chính được phát hiện ngày 17 tháng 6 năm 1999 bởi J. Broughton ở Reedy Creek Observatory.